# Philippe Meirieu
Pour les articles homonymes, voir Meirieu.
Philippe Meirieu, né le 29 novembre 1949 à Alès (Gard), est un chercheur, essayiste et homme politique français, spécialiste des sciences de l'éducation et de la pédagogie. Professeur émérite en sciences de l'éducation à l'université Lumière-Lyon 2 depuis 1985, il a mené de nombreuses recherches, en particulier sur la différenciation pédagogique et la philosophie de l'éducation. Il a dirigé et fait soutenir 49 thèses.
Philippe Meirieu a contribué à diffuser en France les principes pédagogiques issus de l'Éducation nouvelle et serait devenu en 1998, selon le journal Libération, « le pédagogue le plus écouté de nos gouvernants ». Il a été l'inspirateur de réformes pédagogiques (instauration des modules au lycée ainsi que des IUFM au début des années 1990 ou encore mise en place des Travaux personnels encadrés — TPE — et de l'Éducation civique juridique et sociale — ECJS — dans le cadre de la réforme des lycées de 1998-1999). Ses thèses concernant la pédagogie ont également suscité de nombreuses critiques.
Engagé aux côtés du PS, puis d'Europe Écologie, il se définit lui-même comme militant et homme de gauche. De 2010 à 2015, il a été vice-président de la région Rhône-Alpes, délégué à la formation tout au long de la vie. Il est à partir de juin 2020 président de l'association nationale des Ceméa (centres d'entraînement aux méthodes d'éducation active).

## Parcours
Philippe Meirieu est issu d'une famille catholique proche de l'Action Française. Jeune, il est cependant influencé par le catholicisme de gauche dont il continue de se réclamer. Il entame ses études supérieures en hypokhâgne au lycée Henri IV.
Il commence sa carrière comme animateur pédagogique au lycée privé Notre-Dame du Grandchamp à Versailles au milieu des années 1970. Après une maîtrise obtenue à Paris, il devient professeur de philosophie en lycée. Désireux d'enseigner à l'école primaire, il passe le CAP (certificat d'aptitude pédagogique) d'instituteur, puis enseigne le français en collège privé sous contrat expérimental (collège St Louis de la Guillotière)  dans le septième arrondissement de Lyon. Il y devient « responsable pédagogique » et met en place une « différenciation pédagogique » en proposant aux élèves de choisir leur nombre d'heures d'enseignement et leurs méthodes de travail dans chaque discipline. Sous la direction de Guy Avanzini, responsable du laboratoire de pédagogie expérimentale de l'Université Lumière Lyon-II, Philippe Meirieu prépare et soutient une thèse d'État en 1983 en sciences humaines avec comme sujet de recherche les pratiques de groupe en situation scolaire. En 1985, il devient professeur en sciences de l'éducation à l'université Lumière-Lyon 2. Il sera aussi rédacteur en chef des Cahiers pédagogiques et reste encore aujourd'hui collaborateur du Café pédagogique.
De 1990 à novembre 1993, il est membre du Conseil national des programmes. En parallèle, il crée en 1991 la collection Pédagogies chez ESF éditeur. Encore aujourd'hui, il est le directeur et l'un des principaux auteurs de cette collection.
À la rentrée 1993-1994, Philippe Meirieu reprend, à côté de ses activités universitaires, un enseignement de français dans un lycée professionnel de Vénissieux (le lycée Marc-Seguin). De 1994 à 1998, il est directeur de l'Institut des sciences et pratiques d'éducation et de formation (ISPEF) de l'université Lumière-Lyon 2. En 1997-1998, il préside, à la demande de Claude Allègre, le Comité d'organisation de la consultation et du colloque Quels savoirs enseigner dans les lycées ?. Devenu directeur de l'INRP en 1998, il en démissionne en 2000, estimant au côté d'enseignants comme Erwan Le Roux, Johan Le Roux et Gwénolé Gorrec, que « la poursuite de la rénovation pédagogique est gravement compromise ».
Il devient directeur de l'Institut universitaire de formation des maîtres (IUFM) de l'Académie de Lyon de 2001 à 2006. Il renonce alors à postuler à un nouveau mandat. Se sentant trop en désaccord avec les décisions prises les années précédentes dans le domaine éducatif, il ne souhaite pas être nommé par le ministre de l'Éducation nationale, Gilles de Robien. Il enseigne ensuite à nouveau à l'ISPEF de l'université Lumière-Lyon 2.
En 2006, il est parrain du projet culturel et éducatif « Cité des savoirs du XXIe siècle » pour l'île Seguin avec d'autres personnalités telles que Régis Debray, Albert Jacquard ou Axel Kahn. Il est membre du comité de parrainage de la Coordination pour l'éducation à la non-violence et à la paix de la culture de paix et de non-violence et du conseil scientifique de l'Agence de l'environnement et de la maîtrise de l'énergie (ADEME).
De septembre 2006 à décembre 2009, il est responsable de la chaîne de télévision éducative Cap Canal, aujourd'hui disparue. Dans ce cadre, il anime, entre autres, le magazine Cap Infos, qui traite de toutes les questions pédagogiques liées à l'école et à la formation des professeurs.
Il prend sa retraite en octobre 2014 à presque 65 ans. À cette occasion, un colloque sur son travail est organisé par l'université Lumière-Lyon 2, le 10 janvier 2015 sur le thème « Où vont les pédagogues ? ». Ce colloque a donné lieu à la publication d'un ouvrage sous ce même titre coordonné par Jean Rakovitch aux éditions ESF-Sciences humaines. Il est, depuis 2016, président de l'Association Héloïse - Itinéraire des pédagogues européens.
Depuis l'arrivée au ministère de l'Éducation nationale de Jean-Michel Blanquer, il a manifesté plusieurs fois son opposition à la politique de ce dernier, en particulier sur la possibilité offerte aux communes de revenir à la semaine des quatre jours. Il a signé une tribune sur ce point dans Le Figaro du 11 octobre 2017 avec Antoine Compagnon, Boris Cyrulnik, Jacques Julliard, Pierre Nora et Antoine Prost. Il a également critiqué l'usage des neurosciences comme « fondement pédagogique » et qualifié, dans Libération du 20 décembre 2017, la politique du ministre de « caporalisme dans l'enseignement primaire et libéralisme dans l'enseignement secondaire » : « Une école primaire très encadrée où l’on enseigne les "bons contenus" avec les "bonnes méthodes" pour garantir une sorte de "socle identitaire", et l’autonomie des établissements ensuite, avec la concurrence instituée entre les élèves et les établissements. Mais je crains que ces deux perspectives soient des impasses : l’école primaire a autant besoin d’inventivité pour créer du commun entre les élèves que l’enseignement secondaire de promouvoir la solidarité dans une société déchirée ».
Entre 2002 et 2010, il a tenu une rubrique hebdomadaire dans La Vie.
Actuellement professeur émérite à l'université Lumière-Lyon-II, il est docteur honoris causa de l'université libre de Bruxelles et de l'université de Montréal. Le 8 septembre 2007 a été inaugurée, à Plougoumelen (Morbihan), l'école Philippe-Meirieu, première école publique de cette commune.
Le 20 juin 2020, il devient président du mouvement d'éducation populaire les CEMEA.

## Théories pédagogiques
Selon lui, le rôle de l'école est à la fois d'instruire et d'éduquer, la finalité étant l'émancipation de l'élève et le développement de son autonomie. De ce fait, comme l'avait démontré aussi Olivier Reboul, tout enseignant est confronté à un certain nombre de contradictions :
- l'enseignant (et plus globalement tout éducateur) doit s'efforcer de transmettre des normes sociales pour favoriser l'insertion de l'enfant dans la société. Mais il doit aussi lui apprendre à penser par lui-même et à examiner de manière critique les règles sociales existantes. L'éducation à la liberté revêt donc un caractère paradoxal ;
- il existe de même une tension entre la nécessité de faire acquérir à l'élève des savoirs qui sont nécessaires à sa formation et la prise en compte de ses centres d'intérêt. En effet, tout apprentissage véritable nécessite la mobilisation de l'intérêt de l'élève. Sur ce point il précise lors d'une conférence qu'il tient à Lille que « la concurrence est le résultat naissant sous l'action de l'arme évaluative » et que cette concurrence est nuisible pour la majorité des élèves. Seuls les savoirs scolaires faisant sens pour l'élève pourront être assimilés durablement. Il est donc tentant de promouvoir à l'école des thèmes ou des activités qui sont susceptibles de déclencher l'intérêt immédiat de l'élève. Cependant, en privilégiant les centres d'intérêt des élèves, l'enseignant risque de ne pas ouvrir à de nouveaux objets de connaissance et à de nouvelles pratiques culturelles. Philippe Meirieu résume le problème ainsi : « L'intérêt de l'élève est-ce ce qui l'intéresse ou plutôt ce qui est dans son intérêt ? Car de toute évidence, ce qui l'intéresse n'est pas toujours dans son intérêt et ce qui est dans son intérêt ne l'intéresse pas vraiment[23] ».

Pour expliquer — voire dépasser — ces contradictions, Meirieu met en avant le fondement éthique de l'éducation. Il énonce ainsi deux postulats qui sous-tendent l'acte éducatif :
- le postulat d'éducabilité (inspiré du philosophe et pédagogue Herbart, successeur de Kant à la chaire de Königsberg, mais déjà formulé par les philosophes empiristes du XVIIIe siècle Locke, Condillac et Helvétius, mis en œuvre par le Docteur Jean Itard avec Victor de l'Aveyron ou Pestalozzi avec les orphelins de Stans) : toute personne est susceptible d'être éduquée, et je suis capable, en personne, de l'éduquer. C'est ce principe qui conduit l'enseignant à faire évoluer ses pratiques pédagogiques de manière à faire évoluer positivement les élèves, tant sur le plan cognitif que dans le domaine socio-affectif ;
- le postulat de liberté est le pendant du principe d'éducabilité. Dans les sociétés démocratiques, l'éducation ne peut être assimilée au dressage. Ses résultats sont donc incertains car en dernière instance, l'apprentissage est du ressort de l'élève. « L'enseignant doit donc donner au sujet la possibilité d'exprimer ses propres projets individuels et collectifs[24] » ;
- les postulats d'éducabilité et de liberté sont tous les deux, à la fois nécessaires et contradictoires, mais aucun des deux ne doit être abandonné. Tout au contraire, c'est en cherchant comment rendre compatibles les principes qu'ils expriment que les pédagogues font « œuvre de pédagogie ». Philippe Meirieu reprend ici la formule de Rousseau dans l'Emile ou de l'éducation, qui affirme : « Jeune instituteur, je vous prêche un art difficile, c'est de tout faire en ne faisant rien ». « Tout faire » au nom du principe d'éducabilité en construisant des situations structurées, diversifiées et riches… « En ne faisant rien », parce qu'on ne peut qu'inviter le sujet à s'engager par lui-même. Pour autant, Philippe Meirieu ne nie nullement l'intérêt de « contraintes », dans la mesure où elles sont fécondes, c'est-à-dire où elles constituent des dispositifs favorables à l'engagement et au dépassement du sujet. Il s'inspire beaucoup, sur ce point, de Korczak qui montre comment la contrainte qui impose le sursis à l'immédiateté autorise (sans, pour autant, pouvoir la contrôler) l'émergence de la pensée.

Il met avant tout l'accent sur le fait que chaque élève est différent et que les classes sont inévitablement hétérogènes. Face à cette hétérogénéité, il propose d'utiliser la pédagogie différenciée et plus particulièrement les groupes de besoin. De manière plus générale, il puise sa réflexion dans les écrits des grandes figures de la pédagogie telles Pestalozzi, Makarenko, Korczak, Montessori, Freinet, Fernand Oury, etc.
À partir des années 2000, son travail s'élargit aux questions éducatives sur le versant familial et sociétal. Il souligne, dans ses ouvrages et articles, en quoi la montée de l'individualisme social, décrit, en particulier, par Marcel Gauchet, la multiplication des prothèses technologiques et l'emprise publicitaire et médiatique poussent l'enfant à se développer sur le mode pulsionnel et rend plus difficile l'accès à la pensée. Pour faire face à ces phénomènes, il puise à nouveau dans l'histoire de la pédagogie et développe ce qu'il nomme une « pédagogie du sujet » permettant à « l'enfant d'être au monde sans occuper le centre du monde ». Il souligne l'importance, pour cela, dans toute éducation, de promouvoir le « sursis », la symbolisation et la coopération.
Alors qu'il prône l'étude de la littérature classique dans son essai Des enfants et des hommes paru en 1999, il avoue s'être trompé quand, 15 ans plus tôt, il estimait que « les élèves défavorisés devaient apprendre à lire dans des modes d'emploi d'appareils électroménagers plutôt que dans les textes littéraires. […] Je me suis trompé. Pour deux raisons : d'abord, parce que les élèves avaient l'impression que c'était les mépriser ; ensuite, parce que je les privais d'une culture essentielle. C'est vrai que, à l'époque, dans la mouvance de Bourdieu, dans celle du marxisme, j'ai vraiment cru à certaines expériences pédagogiques ».
Il a écrit de nombreux ouvrages et articles dans lesquels il s'explique sur les déformations dont selon lui ses propos ont fait l'objet, précisant sa pensée tout au long de son œuvre.

### Critiques
Les travaux de Philippe Meirieu sont l'objet de controverses, notamment de la part de Liliane Lurçat, l'association Sauver les lettres, l'association Reconstruire l'École et l'association SOS Éducation.
Des intellectuels tels que Régis Debray,, Marcel Gauchet,, Alain Finkielkraut, ou Jacqueline de Romilly considèrent leur application par le corps enseignant comme partiellement responsable d'une baisse générale du niveau de l’Éducation nationale qu'ils disent constater.
En 2011, le Club de l'horloge lui attribue le prix Lyssenko pour « sa contribution majeure à la ruine de l'enseignement ».
Des enseignants contestent ses théories éducatives fondées sur l'« élève apprenant » plutôt que sur des savoirs fondamentaux. « Philippe Meirieu a été très souvent pris à partie par les républicains ou les disciplinaristes qui l'accusent d'avoir contribué à la baisse du niveau des élèves ainsi qu'à l'effondrement de l'autorité des enseignants par son idéologie pédagogiste, égalitariste et démagogique. » Il a été contesté par des journalistes tels que Natacha Polony, des enseignants comme Agnès Joste ou Jean-Paul Brighelli.
Denis Kambouchner, dans son livre Une École contre l'autre critiquait les réformes pédagogiques proposées par Philippe Meirieu, alors conseiller de Claude Allègre. S'il place toujours la pensée de celui-ci dans la continuité d'une « tradition utopique, qui remonte à Jean-Jacques Rousseau, à Pestalozzi, qui a été pratiquée dans des écoles expérimentales aux États-Unis ou en URSS », il reconnaît néanmoins en lui un homme « soucieux de nouer un dialogue » avec lequel il s'accorde aujourd'hui « sur un certain nombre de constats ».
Cette critique se radicalise sous la plume de Jean-Claude Michéa pour qui Meirieu représente le fervent promoteur d'une transformation libérale de l'éducation : « On ne saurait mieux souligner tout ce que la gestion du capitalisme moderne doit, en France, aux idées d'un Philippe Meirieu. Gageons que la classe dirigeante saura récompenser un employé aussi précieux en lui offrant, un de ces jours, un poste de député européen. Elle ne saurait faire moins. » Philippe Meirieu lui répond longuement dans le livre-entretien publié avec Luc Cédelle Un pédagogue dans la Cité : « Je crains que Monsieur Michéa ne se contente de se délecter de quelques provocations bien senties à mille lieues de la réalité du peuple dont il se réclame. Je l’invite, quand il le veut, à participer à une université populaire d’ATD Quart-Monde ou à venir dans un centre de formation qui accueille les chômeurs en fin de droits : nous pourrons y confronter et mettre à l’épreuve nos propositions respectives… »[source insuffisante]
De vives polémiques ont opposé Alain Finkielkraut et Philippe Meirieu. Ce dernier a été amené à écrire le 8 mai 2000 une lettre ouverte à Alain Finkielkraut publiée dans Le Monde : « De quelle couleur sera l’étoile dont on affublera demain, si les clercs que vous représentez venaient, par malheur, à nous gouverner, les pédagogues comme moi ? » Finkielkraut nuance ses accusations personnelles en 2008 contre Philippe Meirieu en le qualifiant d'« homme de dialogue ».
Évoquant en 2000 cette querelle « entre “pédagogues” et “antipédagogues” » qui dresse les constats de la « décomposition de l'enseignement » et débat sur l'« illusion pédagogiste », Philippe Petit de Marianne constate que ce « sacre de l'enfant-roi » voulu par Philippe Meirieu et les pédagogues a « littéralement contaminé la plupart des IUFM ainsi que la prose ministérielle ».
Gérard Molina, citant Philippe Meirieu, constate que celui-ci a changé de position et a effectué une autocritique, autocritique qu'il juge néanmoins dérisoire.
Philippe Meirieu a eu l'occasion de débattre à plusieurs reprises avec ses critiques et adversaires. Dans son édition du 2 septembre 2011, le journal Le Monde publie un entretien avec Marcel Gauchet sous le titre : « Contre l'idéologie des compétences, l'école doit apprendre à penser ». Le 8 octobre 2016, il débat, dans l'émission Répliques d'Alain Finkielkraut, avec Robert Redeker, qui a publié un pamphlet où il est vigoureusement mis en cause dans une émission intitulée « La crise de l'école ».
Philippe Meirieu a, à l'opposé, été également critiqué par ceux qui lui reprochent d'avoir « revisité » les mots d'ordre de l'éducation nouvelle, remis en cause la non-directivité et les méthodes de travail libre par groupes (qui aboutissent, selon lui, si elles ne sont pas régulées pédagogiquement, à une partition des élèves en concepteurs, exécutants, chômeurs et gêneurs), ainsi que l'idéologie des compétences (qui lui paraît émietter les savoirs et faire l'impasse de l'intentionnalité des apprentissages) et l'exigence de « l'innovation à tout prix » (y compris dans le domaine du numérique)[réf. nécessaire] : il répond à ces attaques en se positionnant contre ce qu'il nomme le « naturalisme pédagogique » et dénonce, dans son livre La Riposte les « hyperpédagos », qui refusent toute contrainte en éducation. Les partisans des « Écoles Sudbury » ou « écoles démocratiques » lui reprochent aussi d'être le promoteur d'une « pédagogie verticale » qui « formate » selon eux l'enfant et ne lui apprend qu'à obéir. Ramïn Farhangi, auteur de l'ouvrage Pourquoi j'ai créé une école où les enfants font ce qu'ils veulent (Actes Sud, 2018), le considère comme un « fils spirituel d'Alain, un colon de l'enfance ». Dans le même ordre d'idées, Philippe Meirieu ferraille contre les partisans systématiques des « écoles alternatives » et de « l'instruction en famille », comme Ramïn Farhangi, considérant que la finalité de l'école publique n'est pas seulement d'apprendre, mais aussi d'« apprendre ensemble ».

## Engagement politique
En 2009, les dirigeants d'Europe Écologie lui demandent de prendre la tête de leur liste dans la région Rhône-Alpes pour les élections régionales de 2010. Meirieu, qui dit avoir longtemps soutenu le Parti socialiste et ne plus s'y reconnaître, accepte la proposition. Le 7 novembre 2009, il devient tête de liste d'Europe-Écologie en Rhône-Alpes pour les élections régionales de mars 2010, après un vote des militants des Verts, réunis en assemblée générale à l'université Lyon II. La liste qu'il conduit obtient 17,5 % des suffrages au premier tour des élections régionales de 2010 et se place en 3e position derrière le PS et l'UMP. Élu conseiller régional après la fusion des listes de gauche et leur victoire, il devient deuxième vice-président du conseil régional, délégué à la formation tout au long de la vie. Il est en outre président délégué du Pôle Rhône-Alpes Orientation et président de la "commission jeunesse" de l'Association des Régions de France. Il est désormais membre d'Europe Écologie Les Verts.
Le 11 décembre 2010, il est élu à la tête du parlement (Conseil fédéral) d'Europe Écologie Les Verts.
À la suite d'un accord conclu en novembre 2011 entre le PS et EELV, il est désigné comme candidat du PS et du parti écologiste dans la première circonscription de Lyon aux élections législatives de 2012. Ce choix lui vaut de nombreuses critiques, en particulier de la part de Gérard Collomb qui l'accuse de « terrorisme intellectuel » et le qualifie de « khmer vert ». Le PRG Thierry Braillard, traditionnellement allié du PS, annonce maintenir sa candidature contre le candidat désigné par le PS et EELV, qu'il qualifie de « Perben vert ». Sur le terrain, le logo PS aurait été placé sur le matériel de propagande de la liste non adoubée sans autorisation, et le Parti socialiste a donc envisagé de porter plainte. Bénéficiant de seulement 18,36 % des voix et devancé par Thierry Braillard, Philippe Meirieu ne réalise pas le pourcentage de voix nécessaire pour se maintenir au second tour de l'élection. Il a raconté la campagne électorale de ces élections législatives dans un livre numérique publié par le quotidien Libération.
Dans l'entre-deux-tours des élections municipales de 2014, Philippe Meirieu se démarque du EELV local en soutenant la liste menée par Nathalie Perrin-Gilbert (avec qui il était en binôme aux législatives de 2012) sur le 1er arrondissement, et ce malgré une fusion des listes PS et EELV. Il explique son choix par un désaccord de fond avec les propositions du maire PS de Lyon, Gérard Collomb, reprochant à ses camarades d'EELV un accord « pour des places et non un projet politique »[réf. nécessaire].

## Ouvrages
- Le Portrait-robot, Bayard Presse, 1983, 3 p.Publié dans le no 102 d'Astrapi le 15 janvier 1983, p. 9-11.
- Itinéraire des pédagogies de groupe - Apprendre en groupe - 1, Lyon, Chronique sociale, 1ère édition 1984, 8ème édition 2010.
- Outils pour apprendre en groupe - Apprendre en groupe - 2, Lyon, Chronique sociale, 1ère édition 1984, 8ème édition 2010.
- L’École, mode d’emploi : des méthodes actives à la pédagogie différenciée, Paris, ESF éditeur,1ère édition 1985, 14ème édition 2004.
- Apprendre... oui mais comment, Paris, ESF éditeur, collection Pédagogies, 1ère édition 1987, 25ème édition 2017.
- Enseigner, scénario pour un métier nouveau, Paris, ESF éditeur, collection Pédagogies, 1ère édition 1989, 7ème édition 1995.
- La Machine-école, entretiens avec Stéphanie le Bars journaliste au Monde, Gallimard, 1991. Rééd. poche coll. Folio “Le Monde actuel” en 2001  (ISBN 978-2070420490).
- Le Choix d'éduquer, ESF éditeur, collection Pédagogies, 1991 (réédition en 2007).
- L’Envers du tableau. Quelle pédagogie, pour quelle école ?, ESF éditeur, 1993.
- La Pédagogie entre le dire et le faire, Paris, ESF éditeur, 1995.
- L'École ou la guerre civile, avec Marc Guiraud, Plon, 1997.
- Des enfants et des hommes, ESF éditeur, collection Pédagogies, 1999.
- L'école et les parents, La grande explication, PLON, 2000.
- Deux Voix pour une école, avec Xavier Darcos, Desclée de Brouwer, 2003.
- Faire l'école, faire la classe, ESF éditeur.
- Le monde n'est pas un jouet, Desclée de Brouwer, 2004, traduit en espagnol et en catalan.
- Nous mettrons nos enfants à l'école publique, Paris, Éditions Mille et Une Nuits, 2005.
- Lettre à un jeune professeur, Paris, ESF éditeur, 2005.
- École, demandez le programme, Paris, ESF éditeur, 2006.
- Une autre télévision est possible, Chronique sociale, 2007.
- Pédagogie : le devoir de résister, Paris, ESF éditeur, 2007.
- Frankenstein pédagogue, Paris, ESF éditeur, 2007.
- L'éducation peut-elle être encore au cœur d'un projet de société ? (avec Pierre Frackowiak), Paris, éditions de l'Aube, 2008.
- Lettre aux grandes personnes sur les enfants d'aujourd'hui, Paris, Éditions Rue du Monde, 2009.
- Élever votre enfant de 6 à 12 ans avec Marcel Rufo, Christine Schilte, Pascale Leroy, Paris, Hachette Pratique, 2009.
- Un pédagogue dans la Cité : conversation avec Luc Cédelle, Paris, Desclée de Brouwer, 2012.
- Korczak : pour que vivent les enfants (illustrations de PEF), Paris, Rue du Monde, 2012.
- Pédagogie : des lieux communs aux concepts clés, Paris, ESF éditeur, 2013.
- Le plaisir d’apprendre avec E. Daviet, F. Dubet, B. Stiegler, & Collectif, Paris, Autrement, 2014.
- C'est quoi apprendre ? avec Émile, édition de l'Aube, La Tour-d'Aigues, 2015.
- Comment aider nos enfants à réussir, édition Bayard 2015
- Éduquer après les attentats, Paris, ESF éditeur, 2016.
- Nouvelle édition du Dictionnaire de pédagogie et d'instruction primaire dirigée par Ferdinand Buisson, établie et présentée par Patrick Dubois et Philippe Meirieu, Paris, Robert Laffont, collection "Bouquins", 2017.
- La Riposte - Écoles alternatives, neurosciences et bonnes vieilles méthodes : pour en finir avec les miroirs aux alouettes, Autrement, Paris, 2018 [résumé de l'ouvrage].
- Ce que l'école peut encore pour la démocratie. Deux ou trois choses que je sais (peut-être) de l'éducation et de la pédagogie, Autrement, 2020.
- Dictionnaire inattendu de pédagogie, Paris, ESF éditeur, 2021.
- Grandir en humanité - Libres propos sur l'école et l'éducation (Dialogue avec Abdennour Bidar), Paris, Autrement, 2022.
- Qui veut encore des professeurs ?, Paris, Éditions du Seuil, Collection Libelle, 2023.
- Éducation : Rallumons les Lumières, Éditions de l'Aube, 2024.
- Pédagogies et neurosciences. Du dialogue impossible à la complémentarité, avec Grégoire Bordt, Chronique Sociale, 2024.